# Lonicera apodantha
Lonicera apodantha är en kaprifolväxtart som beskrevs av Jisaburo Ohwi. Lonicera apodantha ingår i släktet tryar, och familjen kaprifolväxter. Inga underarter finns listade i Catalogue of Life.